# Charidotella flaviae
Charidotella flaviae là một loài bọ cánh cứng trong họ Chrysomelidae. Loài này được Maia & Buzzi miêu tả khoa học năm 2005.